# Vanessa Cailhol
Vanessa Cailhol, née à Toulouse, est une comédienne, danseuse et chanteuse française.
En 2018 et 2023 Vanessa Cailhol est nommée au Molière de la révélation féminine pour La Dame de chez Maxim de Georges Feydeau et pour Je ne cours pas, je vole! d’Élodie Menant. En 2024 elle remporte le Molière de la comédienne dans un spectacle de théâtre public pour Courgette d'après Gilles Paris.

## Biographie
Née à Toulouse, Vanessa Cailhol grandit dans l'Aveyron et intègre par passion une section danse étude au lycée à Rodez,. En 2000, elle rejoint la troupe de ballet junior, le Besso Ballet à Toulouse, puis la troupe de danse classique au Geneva Dance Center de Genève. Après divers spectacles, attirée par le chant et le théâtre  Vanessa  entre à l'Académie Internationale de Comédie Musicale à Paris puis au Cours Florent.
Pour sa première expérience théâtrale, elle interprète Mowgli dans Le Livre de la jungle puis elle enchaîne avec Le Prince et le Pauvre, Coups de foudre, Grease, Les Misérables, Peter Pan, Un violon sur le toit... En 2010, elle est Lisa et double le rôle de Sophie dans le musical Mamma Mia !. En 2011, elle rejoint la troupe de Cabaret au Théâtre Marigny pour le rôle de Frenchie et double aussi Claire Pérot pour le rôle principal Sally Bowles.
En 2018 et 2023 Vanessa Cailhol est nommée au Molière de la révélation féminine pour La Dame de chez Maxim de Georges Feydeau et pour Je ne cours pas, je vole! d’Élodie Menant. En 2024 elle est nommée au Molière de la comédienne dans un spectacle de théâtre public pour Courgette d'après Gilles Paris.

### Participation caritative
De 2011 à 2015, elle a été la marraine de l'association Cœurs en scène. En 2013, elle participe avec Les grandes voix des comédies musicales chantent pour les enfants hospitalisés aux côtés notamment de Renaud Hantson, Mikelangelo Loconte et Lââm pour le single Un faux départ.
Elle est la marraine de l'association L'évasion pour un sourire qui vient en aide aux enfants hospitalisés.

## Spectacles

### Ballet
- 2004 : Giselle, La Fille mal gardée, Carmen - Ballet Junior Besso Amantico
- 2004-2005 : Pergolese - Ballet Junior Classique de Genève
- 2005 : Graines de sable - Création de Paolo Nocéra au Grand Casino de Genève
- 2005 : Paquita - Ballet Junior Classique de Genève
- 2006 : Dancers days, Partitas, La nuit de Noël - Compagnie Moves and Lines / Soliste
- 2006-2008 : Fluide, D'ici et d'ailleurs de Misook Seo - Festival d'Avignon, Tournée Roumanie, Festival international d'Édimbourg, Café de la Danse
- 2007 : Casse-noisette - Compagnie Choryphée
- 2008 : Les noces de Jeannette de Victor Macé, mes de Patricia Samuel - Festival de Lamallous

### Théâtre
- 2008 : Wayra et le sorcier de la grande montagne de Valentina Arce - Tournée
- 2013-2014 : Tatrod'lachance d'Amar Mostefaoui et Richard Taxy - Théâtre les Feux de la Rampe, Festival d'Avignon, tournée
- 2015 : La colère de Dom Juan, adaptation et mise en scène de Christophe Luthringer - Studio des Champs-Élysées
- 2015 : Le Porteur d'histoire de et mise en scène d'Alexis Michalik - Studio des Champs-Élysées
- 2017 : Juste la fin du monde de Jean-Luc Lagarce, mise en scène de Jean-Charles Mouveaux - Festival d'Avignon
- 2017-2019 : La Dame de chez Maxim de Georges Feydeau, mise en scène de Johanna Boye, Compagnie Les sans chapiteau fixe - Théâtre 13, tournée
- 2018 : Moi aussi je suis Barbara de Pierre Nothe, mise en scène de Jean-Charles Mouveaux - Festival d'Avignon Théâtre Petit Louvre, tournée
- 2019 : Dom Juan de Molière, mise en scène de Jean-Philippe Daguerre - Théâtre Le Ranelagh
- 2021 : Je ne cours pas, je vole! d’Élodie Menant, mise en scène Johanna Boyé - Festival Off d'Avignon, tournée
- 2022 : Courgette d'après Gilles Paris, mise en scène Paméla Ravassard et Garlan Le Martelot, Festival Off d'Avignon, tournée
- 2024 : Maupassant inside de Gérard Savoisien, mise en scène Anne Bourgeois, Théâtre de l'Archipel

### Opérette
- 2011 : Andalousie de Raymond Vincy, mes de Carole Clin
- 2011 : 4 jours à Paris de Raymond Vincy et Albert Willemetz, mes de Frédéric L'Huillier
- 2011-2012 : La Route fleurie de Francis Lopez et Raymond Vincy, mes de Fabrice Lelièvre - Théâtre de Villeurbanne et mes de Pierre Sybil - Théâtre de Dole
- 2012 : Andalousie de Raymond Vincy, mes de Pierre Sybil - Aix-les-Bains
- 2013 : Luis Mariano/Francis Lopez de Fabrice Lelièvre - Palais des congrès de Paris - Aix-les-Bains
- 2013 : Le Chanteur de Mexico de Francis Lopez, mes de Pierre Sybil - Théâtre de Dole
- 2013 : 4 jours à Paris de Raymond Vincy et Albert Willemetz, m.e.s d'Emmanuel Marfolia - Théâtre lyrique de Saint-Marcel, Théâtre de Troyes
- 2013 : La Périchole de Jacques Offenbach, m.e.s de Jean-Philippe Corre
- 2013-2014 : L'Auberge du Cheval-Blanc de Ralph Benatzky, mes de Jacques Duparc - Théâtre de Tourcoing, Bordeaux
- 2013-2014 : Violettes impériales de Vincent Scotto, mes de Pierre Sybil - Théâtre d'Opérette de Lyon
- 2014 : Méditerranée de Raymond Vincy et Francis Lopez - Mons
- 2014 : La Belle de Cadix, mes Fabrice Lelièvre - Aix-les-Bains

### Comédie musicale

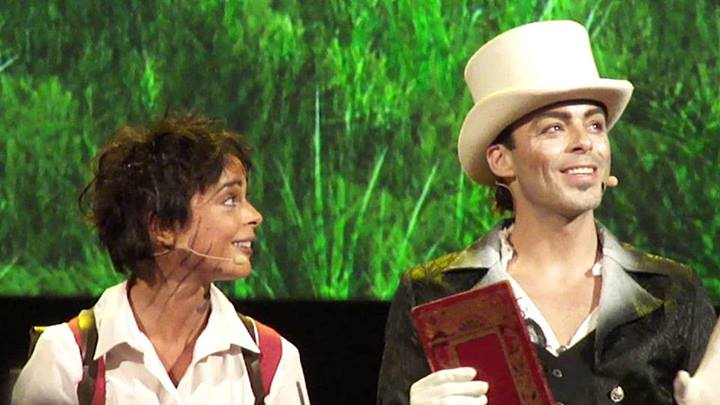
Vanessa Cailhol et Nuno Resende dans Pinocchio (2013).

- 2007-2008 : Le livre de la jungle, mes de Brice Tripart - Théâtre de Paris et tournée européenne
- 2008 : L'homme qui rit, musique de Julien Salvia, livret et paroles de Ludovic-Alexandre Vidal - Vingtième Théâtre
- 2008 : Le fabuleux voyage de la fée Mélodie de Stéphanie Marino, mes de Nicolas Devort -  Tournée
- 2008-2009 : Le Prince et le Pauvre, musique de Julien Salvia, livret et paroles de Ludovic-Alexandre Vidal  - Théâtre Tallia, Théâtre Marsoulan, Vingtième Théâtre, Le Trianon
- 2008-2010 : Grease de Jim Jacobs et Warren Casey, mes d'Olivier Bénézech et Jeanne Deschaux - Théâtre Comédia, Palais des congrès de Paris
- 2009 : Les Misérables, de Claude-Michel Schönberg, Alain Boublil et Jean-Marc Natel, mes de Gérard Demierre - Tournée, Lausanne
- 2009 : Coups de foudre, mes de Jean-Baptiste Arnal - Vingtième Théâtre, Théâtre Musical Marsoulan
- 2009-2010 : Peter Pan, mes de Guy Grimbert - Théâtre des Variétés et tournée
- 2010 : Un violon sur le toit, mes de Jeanne Deschaux - Le Palace
- 2010-2011 : Mamma Mia ! de Benny Andersson et Björn Ulvaeus, Phyllida Lloyd - Théâtre Mogador
- 2011-2012 : Cabaret de et mes de Sam Mendes et Rob Marshall - Théâtre Marigny et tournée
- 2012 : La revanche d'une blonde - Le Palace
- 2012 : Les instants volés de Cyrille Garit et Stève Perrin, mise en scène Jean-Charles Mouveaux-Mayeur - Théâtre Michel
- 2012-2013 : Peter Pan - Guy Grimbert - Bobino
- 2012-2013 : La nuit de Noël (spectacle équestre du musée vivant du cheval de Chantilly), de et mes de Virginie Bienaimée
- 2013 : L'Hôtel des Roches Noires de Stéphane Corbin et Françoise Cadol, mes de Christophe Luthringer - Festival d'Avignon, tournée
- 2013 : Christophe Colomb de Gérôme Gallo et Gérald Dellorta - Vingtième Théâtre
- 2013 : Le fabuleux voyage de la fée Mélodie de Stéphanie Marino, mes de Nicolas Devort - Tournée
- 2013-2014 : Pinocchio, le spectacle musical de Marie-Jo Zarb et Moria Némo, mes Marie-Jo Zarb - Théâtre de Paris, tournée
- 2015-2016 : Cats de Andrew Lloyd Webber, mes Trevor Nunn - Théâtre Mogador
- 2019 : Michel for ever de et mis en scène Stéphan Druet et Daphné Tesson, musique de Michel Legrand - Théâtre de Poche Montparnasse

## Filmographie
- 2007 : Rêver c'est possible de Nils Tavernier, court-métrage.
- 2012 : La Nouvelle Blanche-Neige de Laurent Bénégui (téléfilm).
- 2021 : Le Rêve des Apaches de Hélie Chomiac, court-métrage.

### Doublage
- 2025 : Knokke Off : voix additionnelles (saison 2)

## Discographie
- 2011 : Le chemin, single caritatif pour l'ONG Winds Peace Japan
- 2013 : Un faux départ, single avec le collectif Les grandes voix des comédies musicales
- 2013 : La nuit de Noël. Tous les titres sont chantés par Vanessa Cailhol : 
  - Si j'étais une sorcière
  - La supplique des ailes
  - Le temps presse
  - Retour sur terre
- 2013 : Pinocchio, le spectacle musical

## Distinctions

### Récompenses
- Molières 2024 : Molière de la comédienne dans un spectacle de théâtre public pour Courgette
- Les Trophées de la comédie musicale 2024 : Artiste interprète féminine pour Courgette[10]

### Nominations
- Molières 2018 : Molière de la révélation féminine pour La Dame de chez Maxim
- Les Trophées de la Comédie Musicale 2018 : Artiste interprète féminine pour La Dame de chez Maxim
- Molières 2023 : Molière de la révélation féminine pour Je ne cours pas, je vole!